# 2008-as Indy Japan 300
A 2008-as Indy Japan 300 a harmadik verseny a 2008-as IndyCar Series szezonban, de ezen a futamon csak azok a csapatok indultak el, amelyek 2007-ben is az IndyCar szériában versenyeztek, mivel a 2007-ben még Champ Car szériában versenyző csapatok Long Beachben futották a széria búcsúversenyét. A két futamot ugyanazon a napon rendezték meg és nem találtak módot, hogy valamelyik verseny rendezési időpontját megváltoztassák. A versenyt eredetileg 2008. április 19-én délután rendezték volna meg az 1,52 mérföldes (2,45 km) Twin Ring Motegi pályán Japánban, Motegiben, de a versenyt csak április 20-án délelőtt rendezték meg, mert a pálya környékén esett és beázás miatt veszélyesnek találták a pályát versenyzésre. Az amerikai nyíltkerekes versenyzés történetében először nyert versenyt női versenyző, Danica Patrick személyében.

## Rajtfelállás
| Rajtsor | Belső ív | Belső ív          | Külső ív | Külső ív         |
| ------- | -------- | ----------------- | -------- | ---------------- |
| 1       | 3        | Hélio Castroneves | 9        | Scott Dixon      |
| 2       | 11       | Tony Kanaan       | 26       | Marco Andretti   |
| 3       | 10       | Dan Wheldon       | 7        | Danica Patrick   |
| 4       | 20       | Ed Carpenter      | 2        | A.J. Foyt IV     |
| 5       | 27       | Hideki Mutoh      | 17       | Ryan Hunter-Reay |
| 6       | 15       | Buddy Rice        | 14       | Darren Manning   |
| 7       | 4        | Vitor Meira       | 24       | Jay Howard       |
| 8       | 6        | Ryan Briscoe      | 23       | Townsend Bell    |
| 9       | 25       | Marty Roth        | 77       | Roger Yasukawa   |

- Az időmérő edzést törölték esőzés miatt, ezért a rajtfelállást a bajnokság állása alapján döntötték el.

## Verseny
| Pozíció                                             | #  | Pilóta            | Csapat                          | Futott kör | Idő/Kiesés oka | Rajthely | Élen | Pont |
| --------------------------------------------------- | -- | ----------------- | ------------------------------- | ---------- | -------------- | -------- | ---- | ---- |
| 1.                                                  | 7  | Danica Patrick    | Andretti Green Racing           | 200        | 1:51:02.6739   | 6        | 3    | 50   |
| 2.                                                  | 3  | Hélio Castroneves | Team Penske                     | 200        | +5,8594        | 1        | 94   | 40   |
| 3.                                                  | 9  | Scott Dixon       | Chip Ganassi Racing             | 200        | +10,0559       | 2        | 101  | 38   |
| 4.                                                  | 10 | Dan Wheldon       | Chip Ganassi Racing             | 200        | +13,1116       | 5        | 2    | 32   |
| 5.                                                  | 11 | Tony Kanaan       | Andretti Green Racing           | 200        | +16,0731       | 3        | 0    | 30   |
| 6.                                                  | 20 | Ed Carpenter      | Vision Racing                   | 200        | +16,2872       | 7        | 0    | 28   |
| 7.                                                  | 17 | Ryan Hunter-Reay  | Rahal Letterman Racing          | 200        | +17,5193       | 10       | 0    | 26   |
| 8.                                                  | 14 | Darren Manning    | A. J. Foyt Enterprises          | 199        | + 1 Kör        | 12       | 0    | 24   |
| 9.                                                  | 6  | Ryan Briscoe      | Team Penske                     | 199        | + 1 Kör        | 15       | 0    | 22   |
| 10.                                                 | 23 | Townsend Bell     | Dreyer & Reinbold Racing        | 199        | + 1 Kör        | 16       | 0    | 20   |
| 11.                                                 | 27 | Hideki Mutoh      | Andretti Green Racing           | 199        | + 1 Kör        | 9        | 0    | 19   |
| 12.                                                 | 15 | Buddy Rice        | Dreyer & Reinbold Racing        | 198        | + 2 Kör        | 11       | 0    | 18   |
| 13.                                                 | 24 | Jay Howard        | Roth Racing                     | 192        | + 8 Kör        | 14       | 0    | 17   |
| 14.                                                 | 77 | Roger Yasukawa    | CURB/Agajanian/Beck Motorsports | 134        | Fék            | 18       | 0    | 16   |
| 15.                                                 | 2  | A. J. Foyt IV     | Vision Racing                   | 103        | Baleset        | 8        | 0    | 15   |
| 16.                                                 | 4  | Vitor Meira       | Panther Racing                  | 92         | Baleset        | 13       | 0    | 14   |
| 17.                                                 | 25 | Marty Roth        | Roth Racing                     | 44         | Baleset        | 17       | 0    | 13   |
| 18.                                                 | 26 | Marco Andretti    | Andretti Green Racing           | 0          | Ütközés        | 4        | 0    | 12   |
| Átlagsebesség: 164,258 mph (264,348 km/h)           |    |                   |                                 |            |                |          |      |      |
| Változások az élen: 5 alkalommal 4 versenyző között |    |                   |                                 |            |                |          |      |      |